# 康準鉉
康準鉉（：／ Kang Jun-hyeon，1964年8月19日—），大韓民國自由派政治人物，第21~22屆國會議員。